# Hypoponera grandidieri
Hypoponera grandidieri är en myrart som först beskrevs av Santschi 1921.  Hypoponera grandidieri ingår i släktet Hypoponera och familjen myror. Inga underarter finns listade i Catalogue of Life.

## Bildgalleri

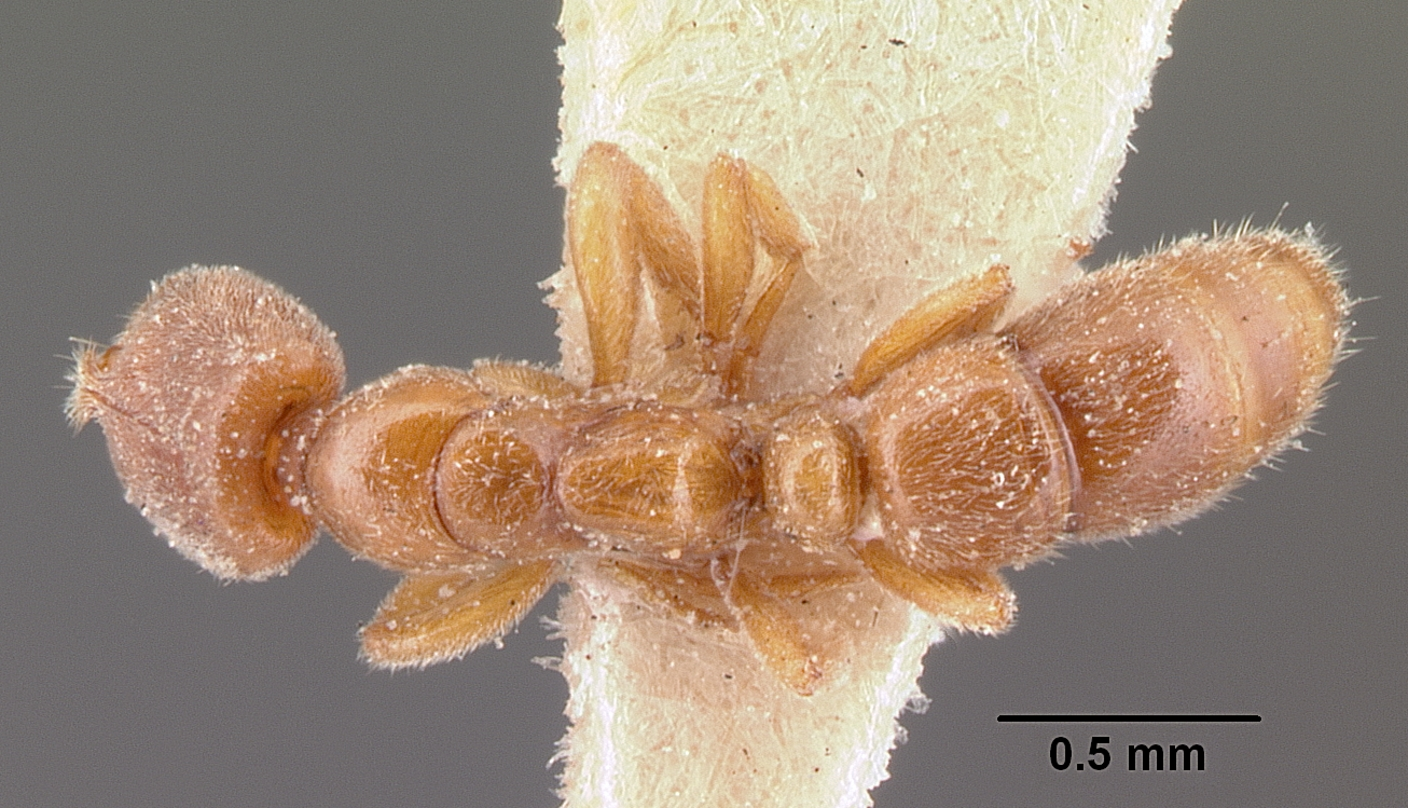
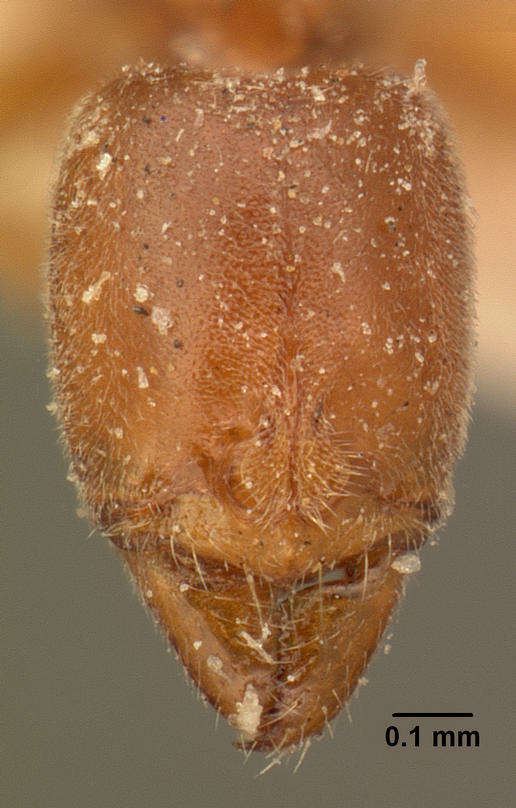
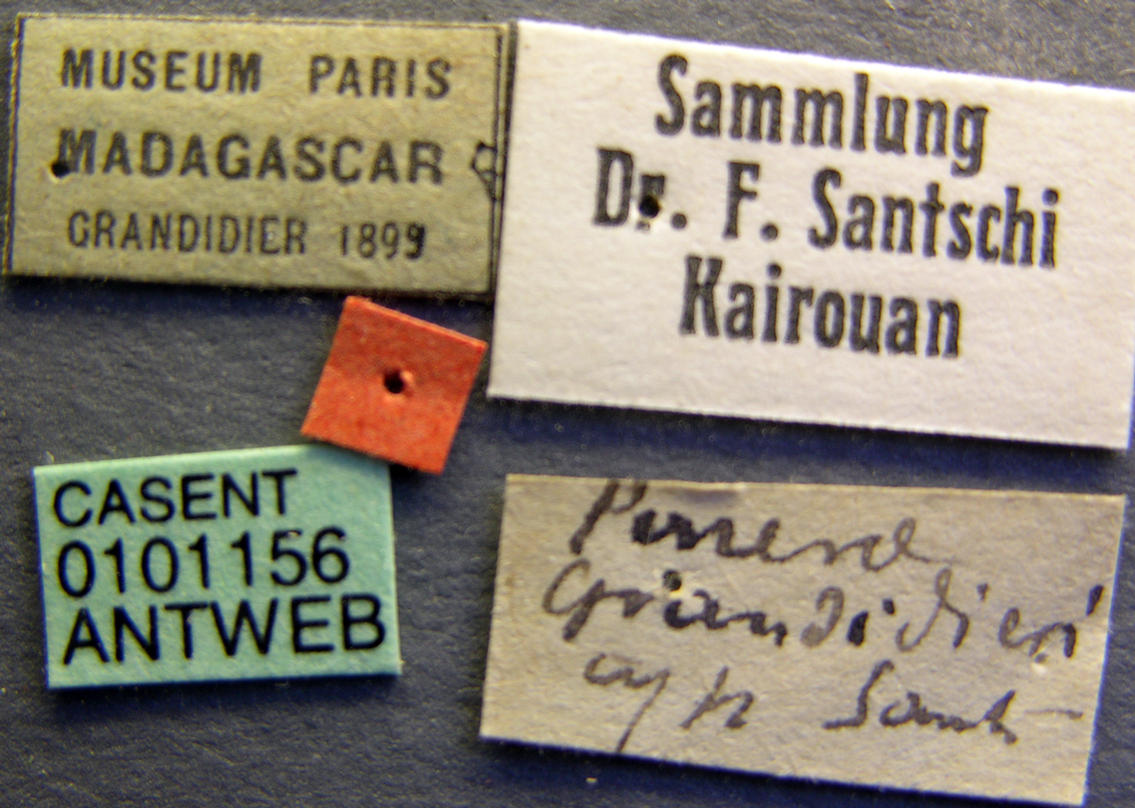
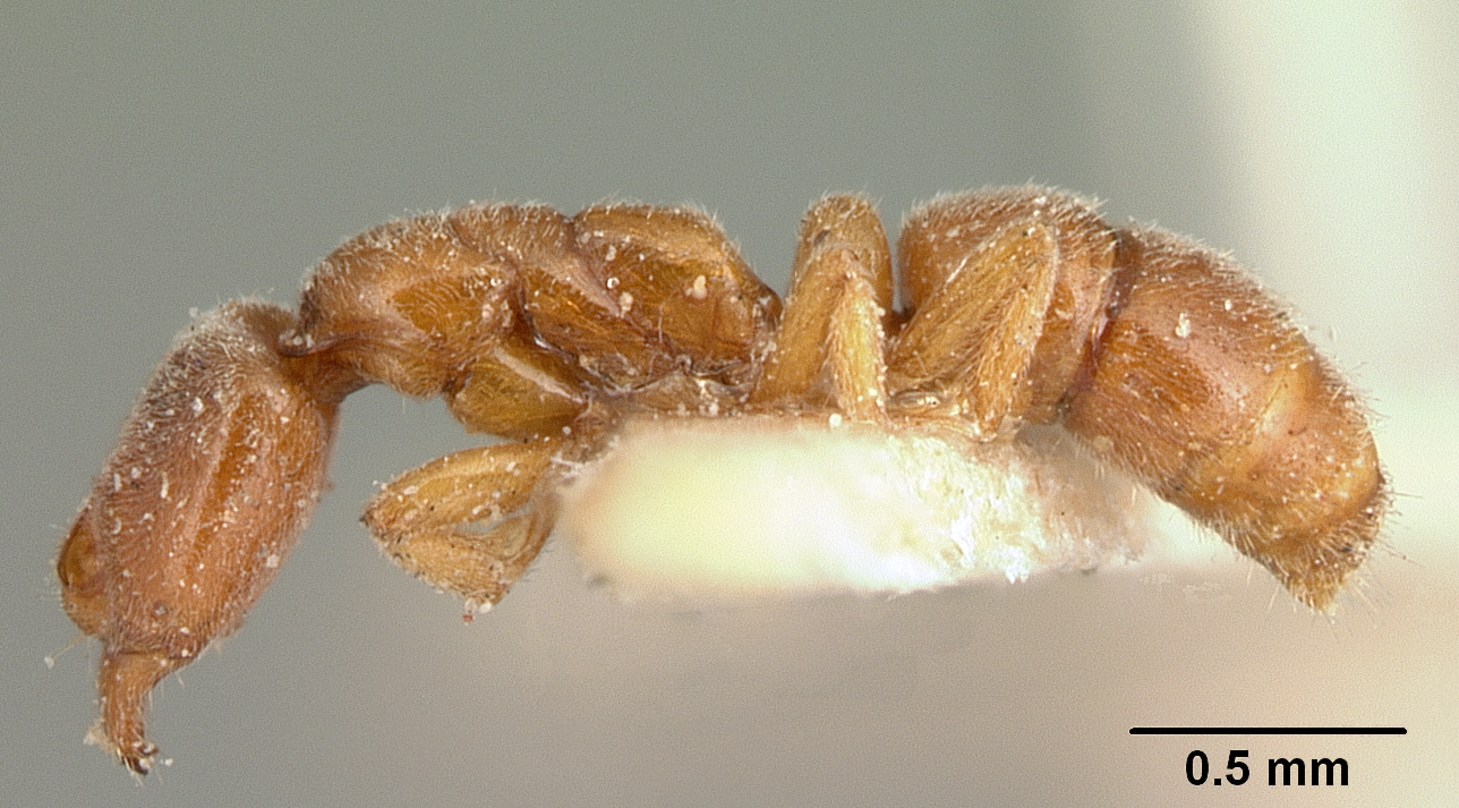
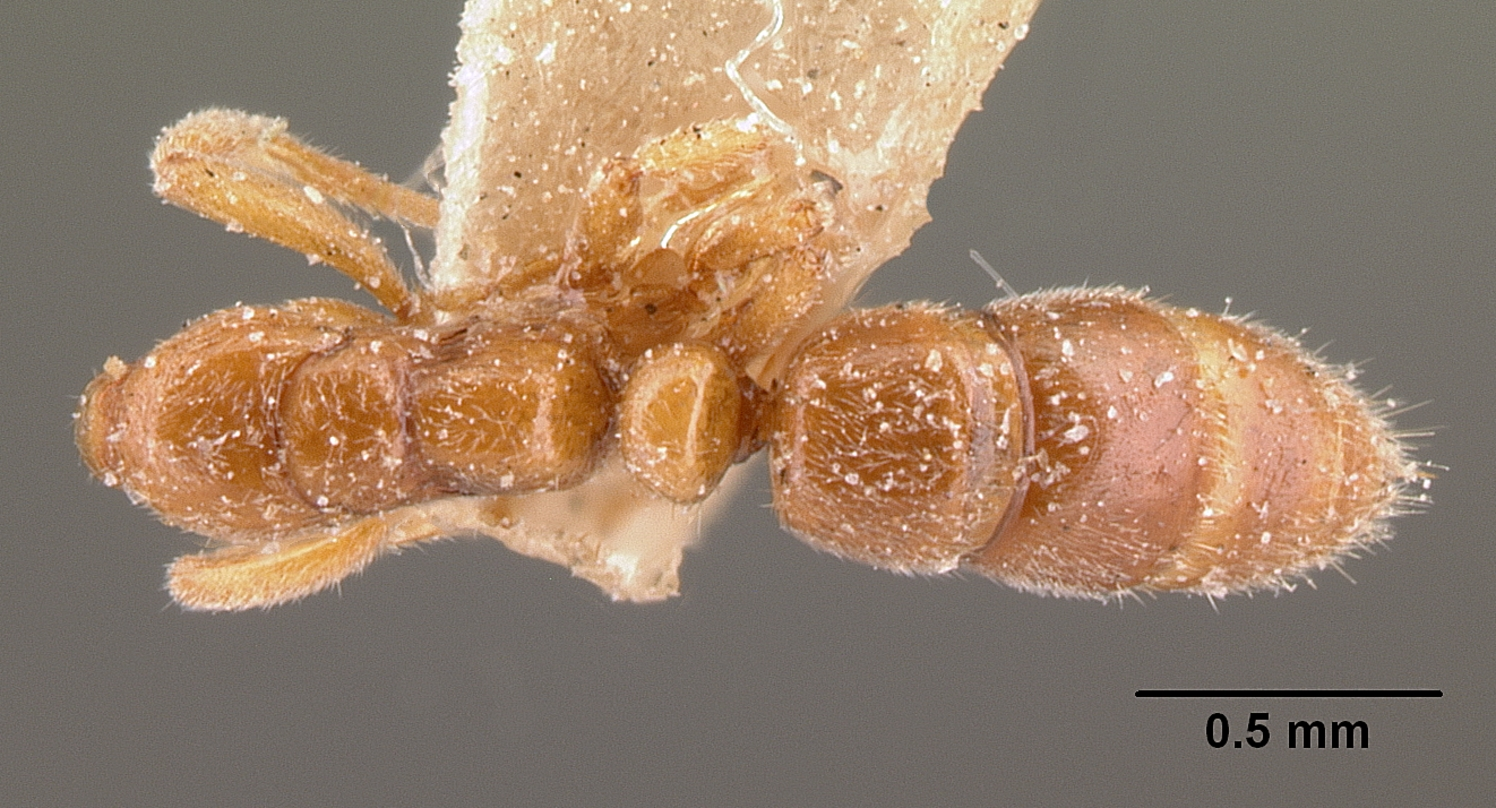
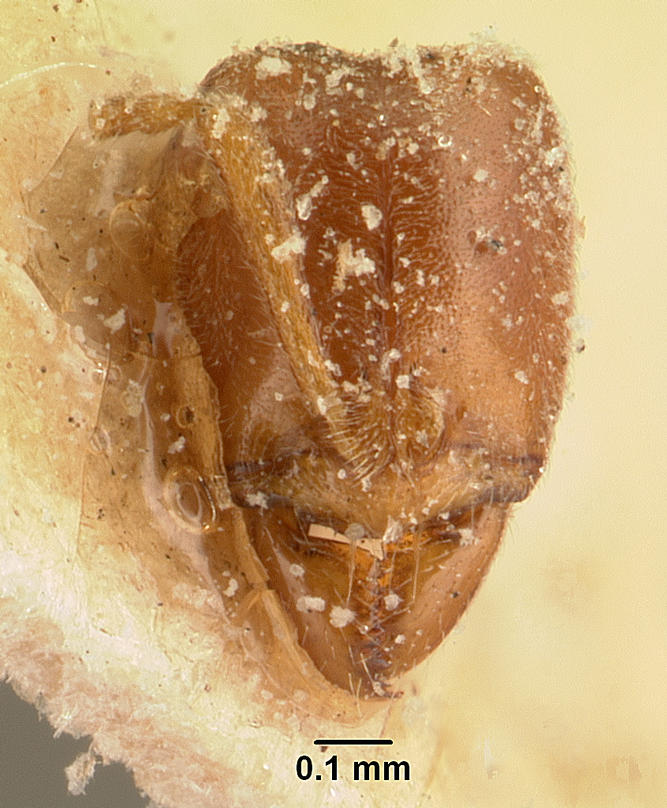